# Parc Natural de les Llacunes de La Mata i Torrevella

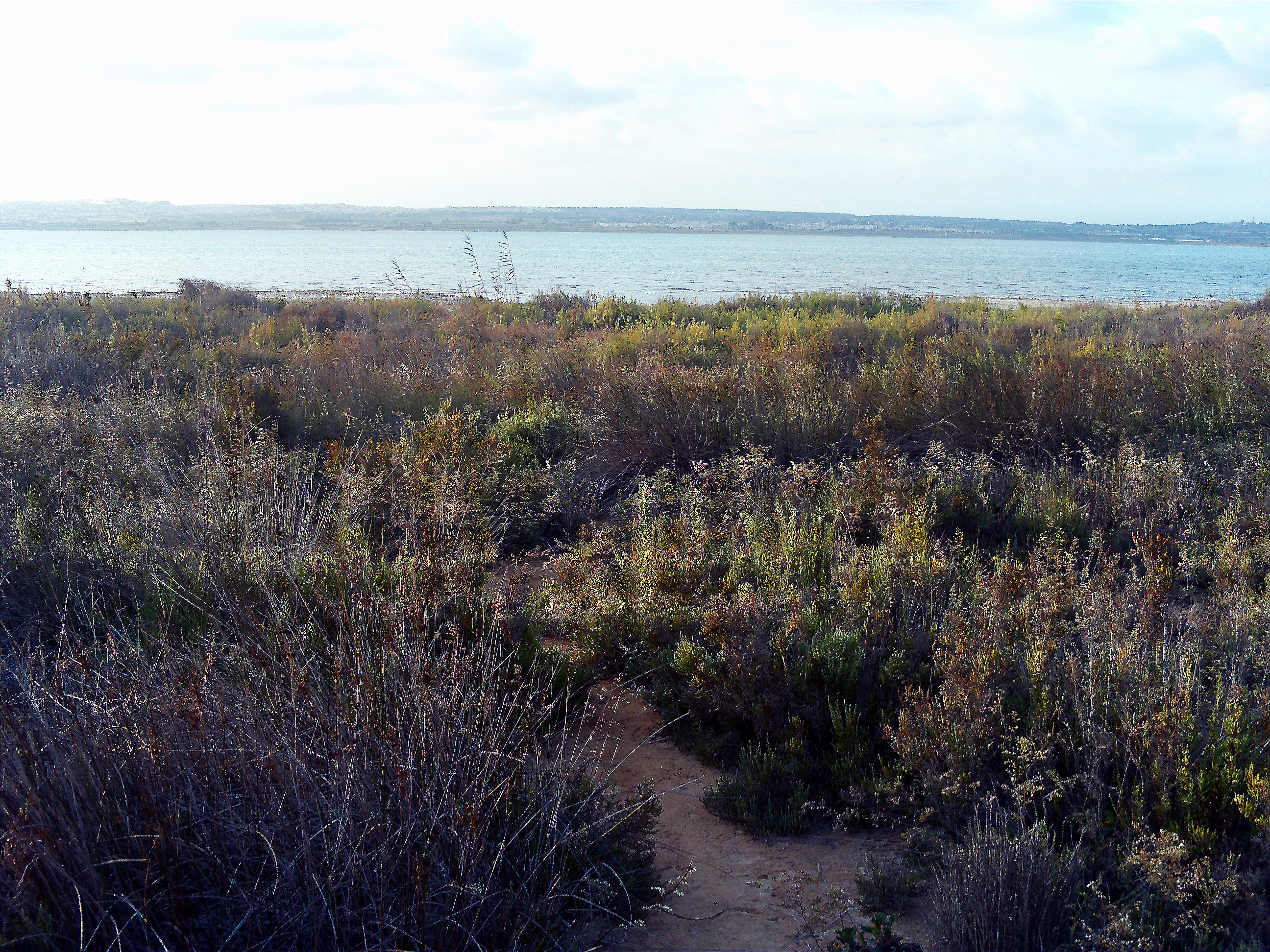
Llacuna de la Mata

Les llacunes de la Mata-Torrevella, es troben a la comarca del Baix Segura; ocupen part dels termes municipals de Guardamar del Segura, Torrevella, Los Montesinos i Rojales. Conformen, junt amb el Fondo i les Salines de Santa Pola (l'Albufera d'Elx), un triangle de zones humides amb importància internacional, al sud d'Alacant.
El Parc Natural de les Llacunes de la Mata i Torrevella té una superfície de 3.700 hectàrees, 2.100 de les quals són làmines d'aigua, mentre que la resta correspon a les redones (1.400 hectàrees, la llacuna de Torrevella i 700 la de la Mata).
Les dues llacunes són separades entre si per un anticlinal anomenat El Chaparral. Un canal unix ambdues depressions que, a més, són comunicades de manera artificial amb la mar per mitjà d'altre canal conegut per El Acequión, per la qual cosa es conforma una unitat d'explotació salinera. La llacuna de la Mata actua com a dipòsit escalfador mentre que la collita de sal es realitza a la de Torrevella.
Les llacunes se situen en la conca neoquaternària, conformada pels relleus corresponents al grup de falles del Baix Segura i de Sant Miquel de les Salines. Un conjunt de rambles i barrancs de règim intermitent hi aboquen les seues aigües, especialment a la llacuna de Torrevella, a causa de la seua proximitat amb la serra de Sant Miquel de les Salines.

## Vegetació
La vegetació pròpiament aquàtica és quasi inexistent en est tipus de zones humides a causa de l'elevada salinitat de les aigües. Tanmateix, en les redones de les llacunes, s'hi troben els millors reductes de vegetació de saladar sec i humit del País Valencià.
L'ordre Arthrocnemetalia, dins del qual destaquen les formacions d'Arthrocnemum macrostachyum i Juncus subulatus, és molt ben representat en alguns enclavaments del parc. Així mateix, les estepes salines de l'ordre Limonietalia i l'espècie Senecio auricula subsp. auricula conformen en la zona diverses associacions d'interés europeu.
El saladar humit, constituït per formacions de senillar-jonquera (Typho Phragmitetum chrysanthi i Elymo-Juncentum maritimi), apareix en aquells llocs on hi ha aportació d'aigua superficial, com a la vora nord de la llacuna de la Mata i en alguns trams aïllats de la de Torrevella.
En la redona sud de la llacuna de la Mata, hi ha també vegetació de bosc, constituïda per garrigar mediterrani (Chamaeropo-Rhamnetum Lycioidis), pi blanc (Pinus halepensis), timonedes i albardars.

## Fauna
L'avifauna és el grup faunístic de major rellevància al parc natural, ja que és format per quasi un centenar d'espècies. Junt amb el Fondo i Santa Pola, el Parc Natural de les Llacunes de la Mata i Torrevella constituïx un enclavament de zones humides d'importància crucial per al desenvolupament dels cicles biològics de nombroses espècies que l'utilitzen tant en les migracions com per a fer-hi niu i hivernar.
Així, el flamenc (Phoenicopterus ruber) s'alimenta i descansa a la Mata. S'hi ha arribat a comptabilitzar concentracions de fins a 2.000 individus d'esta au i de prop de 3.000 cabussons collnegres (Podiceps nigricollis) durant la migració.
Entre les nidificants, sobreïxen la camallonga (Himantopus himantopus), l'ànec blanc (Tadorna tadorna), l'arpellot cendrós (Circus pygargus) i l'alena (Recurvirostra avosetta), el nombre de la qual ja és prou com per a conferir importància internacional a la zona.
També destaquen les poblacions de corriol camanegra (Charadrius alexandrinus), de xatrac d'Albufera (Sterna hirundo), de mongeta (Sterna albifrons) i de torlit (Burhinus oedicnemus) als voltants de les llacunes.
Per altra part, durant la temporada de caça, es refugien a la Mata multitud d'anàtides dels vedats propers, que s'aprofiten del caràcter de Refugi Nacional de Caça de què disposa la llacuna des del 1989.
L'invertebrat més característic de les llacunes és l'Artemia salina. Est menudet crustaci que, junt amb les larves dels mosquits quironòmids, constituïx la dieta fonamental de la nombrosa avifauna d'estes zones humides, sol viure amb elevat nivell de salinitat, per la qual cosa abunda en les vores de la llacuna de la Mata.